# Гейтсхед (футбольный клуб)
«Ге́йтсхед» (англ. Gateshead FC) — английский профессиональный футбольный клуб из одноимённого города в графстве Тайн и Уир. В настоящий момент выступает в Северной Национальной Лиге, шестом по значимости дивизионе Англии.

## История

### Саут Шилдс
История «Гейтсхеда» начинается с клуба «Саут Шилдс Аделайд», основанного в 1889 году. Изначально команда выступала в Северном Футбольном Альянсе, а в 1907 году клуб убрала приставку «Аделайд» из своего названия и заявилась в Северо-Восточную Лигу. В 1919 году «Саут Шилдс» был принят во Второй дивизион Футбольной лиги, который в те годы был вторым уровнем английской футбольной пирамиды. Свой первый матч «лэддис» проиграли Фулхэму, но собрали на трибунах около 20 000 зрителей. С 1919 по 1926 год Саут Шилдс был крепким средняком Второго Дивизиона, не поднимаясь выше 6-го, но и не опускаясь ниже 13-го места. Однако в сезоне 1927-1928 клуб занял последнее место и вылетел в Третий северный дивизион Футбольной лиги. После двух неудачных попыток вернуться во Второй дивизион было принято решение о переезде клуба в другой город для привлечения большего числа болельщиков. Так в 1930 году появился «АФК Гейтсхед».

### Времена футбольной лиг
«АФК Гейтсхед» провёл свой первый матч на новом стадионе «Рэджеф Парк» в августе 1930 года и добился победы над Донкастер Роверс со счётом 2:1 при 15 тыс. зрителях. В сезоне 1931-1932 Гейтсхед был близок к выходу во Второй дивизион, но в итоге финишировал вторым, уступив Линкольн Сити только лишь в разнице забитых и пропущенных мячей. В 1950 году клуб вновь занял второе место, уступив промоушн Донкастер Роверс. В 1957 году Северный и Южный Третий дивизион лиги решили разделить на Третий и Четвертый дивизионы. В переходном сезоне Гейтсхед финишировал во второй части турнирной таблицы и был отправлен в Четвёртый дивизион Футбольной лиги
В 1950-х годах Гейтсхед успешно выступал в Кубоке Англии. В сезоне 1951-1952 Гейтсхед дошёл до 1/16 финала, где проиграл Вест Бромвичу со счётом 0:2 при почти 40 тыс. зрителях на Сент-Джеймс Парк. Сезон 1952-1953 считается самым успешным в истории клуба, Гейтсхед дошёл до четвертьфинала Кубка Англии, обыграв в третьем раунде Ливерпуль. В четвёртом и пятом раунде были обыграны Халл Сити и Плимут Аргайл соответственно, однако победное шествие «хид» было прервано Болтоном. «Рысаки» обыграли Гейтсхед на «Рэджеф Парк» со счётом 1:0 благодаря голу Нэта Лофтхауса.
В сезоне 1959/60 Гейтсхед занял 22-е место и столкнулся с "переизбранием" (англ. Re-election) - процессом, при котором худшие клубы четвёртого дивизиона должны были повторно подать заявку на место в лиге, в то время как клубы нон-лиги подавали заявку на вступление в Футбольную Лигу. В итоге было принято решение заменить Гейтсхед на Питерборо Юнайтед

### Вылет и ликвидация
8 лет Гейтсхед скитался по разным региональным лигам, пока наконец не вышел в Северную Премьер-лигу в 1968 году. После двух неудачных сезонов клуб вылетел в Футбольную Лигу Мидлэнда. В это время Гейтсхед имел серьезные финансовые трудности, которые в конечном итоге заставили их покинуть Рэджеф Парк. Они поселились на молодежном стадионе в Гейтсхеде, однако новое место не облегчило финансовые проблемы. АФК Гейтсхед был расформирован в августе 1973 года.

### Возрождение
В 1974 году история повторилась. Второй Саут Шилдс, образованный в 1936 году после того, как его предшественник был переименован в АФК Гейтсхед, так же переехал в Гейтсхед, став Гейтсхед Юнайтед. Клуб продолжил выступать в Северной Премьер-лиге, а Молодежный стадион был обновлен и переименован в Международный стадион Гейтсхеда. В 1977 году Гейтсхед отказался от приставки «Юнайтед».

### Современная история
В 1983 году Гейтсхед выиграл Северную Премьер-лигу с рекордным количеством очков и получил право играть в Альянсе Премьер-Лиги. 20 лет «хид» метались от 5 до 6 уровня футбольной пирамиды, пока в 2003 году не вылетели в Первый дивизион Северной Премьер-лиги. В связи с реорганизацией футбольной пирамиды, 6-го места на финише было достаточно, чтобы в первом же сезоне вернуться в Северную Премьер-Лигу.
В 2006 году новым президентом Гейтсхеда был назначен Грэм Вуд, который поставил задачу вернуться в Футбольную Лигу. 3 мая 2008 года Гейтсхед обыграл Бакстон со счётом 2-0 в финале плей-офф Северной Премьер-лиги и получил право играть в Северной Конференции. В первом же сезоне в новой лиге «хид» заняли 2-е место и вышли в плей-офф. В полуфинале Гейтсхед победил Саутпорт со счётом 2-1 по сумме двух матчей и вышел в финал, где им предстояло сыграть против Телфорд Юнайтед. Гейтсхед победил со счётом 1-0 и вышел в Национальную Конференцию, где и играет до сих пор
В сезоне 2013-14 Гейтсхед занял 3 место в Национальной Конференции, тем самым получив право на участие в плей-офф, победитель которого выходит во Вторую Футбольную лигу Англии. В полуфинале «хид» обыграли Гримсби Таун и впервые за всю свою историю получили право сыграть на стадионе Уэмбли в финале плей-офф, в котором уступили Кембридж Юнайтед со счетом 1:2
25 июля 2018 года было объявлено о продаже клуба бизнесмену из Гонконга Ранджану Варгезе. Начало сезона было многообещающее: отличный старт, стабильное место в зоне плей-офф, самый громкий трансфер в новейшей истории клуба (Майк Уильямсон), большие амбиции. Однако в новом году начались проблемы. Первый звоночек прозвенел, когда главный тренер Гейтсхеда Стив Уотсон пошёл на понижение в Йорк Сити. Далее за смешные деньги были проданы 2 лидера клуба: Скотт Боден (£12.000) и Фрейзер Керр (£4.000). Позже были уволены генеральный директор клуба Майк Колсон и спортивный директор Майк Уильямс. 8 марта Гейтсхед был выставлен на продажу за 1 фунт. Начиная с этого момента в клубе царил хаос. Зарплату за март задержали почти на месяц, администрация города выгнала «хид» с Международного стадиона, руководство клуба даже не могло постирать экипировку футболистов перед матчем. 29 марта экс-президент Рочдейла Крис Данфи согласовал покупку Гейтсхеда, FA одобрили тэйковер, однако переговоры зашли в тупик несмотря на сильное желание Данфи приобрести клуб. Сразу после последнего матча сезона Варгезе и Кала уволили абсолютно всех сотрудников клуба, причём сделали это по электронной почте. 30 мая бизнесмену и по совместительству болельщику Гейтсхеда Нилу Пинкертону удалось взять контроль над клубом вместе с еще одним местным бизнесменом Тревором Кларком. Однако за многочисленные финансовые нарушения прошлого руководства Гейтсхед был изгнан из Национальной Лиги в Северную Национальную Лигу

## Стадион
В настоящее время Гейтсхед проводит домашние матчи на «Международном стадионе». Рекордная посещаемость была зафиксирована 4 мая 2014 года, когда на победный полуфинал плей-офф против Гримсби Таун пришли 8,144 человек.
Гейтсхед является одним из немногих английских клубов, имеющих стадион с беговыми дорожками. На Международном Стадионе часто проводятся крупные соревнования по легкой атлетике. Так же этот стадион является одним из самых больших стадионов в графстве Тайн и Уир, уступая лишь Сент-Джеймс Парк и Стэдиум оф Лайт.
28 октября 2009 года был объявлен проект строительства нового стадиона, вмещающего 7856 человек. Стадион будет построен на месте старого крикет-клуба в Северном Дареме, однако время начала строительства до сих пор не объявлено.

## Принципиальные соперники
Когда Гейтсхед играл еще в Футбольной лиге Англии, главными соперниками «хид» были Хартлпул Юнайтед, Дарлингтон и Карлайл Юнайтед.
Из-за "географической изоляции" в системе нон-лиги в настоящее время у Гейтсхеда нет принципиальных соперников. В начале 90-х у "хид" зародилось дерби с Блайт Спартанс, когда оба клуба играли в Северной Премьер-лиге. На данный момент последняя их встреча датирована 2011-м годом. Тогда в рамках Кубка Англии Гейтсхед обыграл "спартанцев" в гостях со счетом 2:0.
В сезоне 2010/11 возродилось дерби с Дарлингтоном после того, как "квакеры" вылетели из Футбольной Лиги в Национальную Конференцию. Но в конце того же сезона Дарлингтон обанкротился и вылетел в Северную Премьер-лигу.
После полуфинала плей-офф Национальной Конференции сезона 2013/14 зародилось небольшое противостояние с Гримсби Таун, которому в большой степени способствовало поведение болельщиков Гейтсхеда, выбежавших на поле после победы и провоцировавших гостей из Гримсби. Так же обе эти команды имеют одинаковые черно-белые цвета.

## Достижения
- Северная Конференция
  - Вице-чемпион: 2008/09
- Северная Премьер-лига
  - Победитель (2): 1982/83, 1985/86
  - Вице-чемпион: 1989/90
- Трофей Футбольной ассоциации
  -     - Обладатель : 2023/24

## Рекорды
- Лучшее выступление в Кубке Англии: Третий раунд, 2014/15[3]
- Лучшее выступление в ФА Трофи: Полуфинал (2010/11, 2017/18)[3]
- Рекордная посещаемость: 11 750 зрителей против Ньюкасл Юнайтед, товарищеский матч, 7 августа 1995[4]
- Самая крупная победа: 8:0 против Неверфилд, Северная Премьер лига[4]
- Самое крупное поражение: 9:0 против Саттон Юнайтед, Футбольная Конференция, 22 сентября 1990[4]
- Больше всего матчей за клуб: Джеймс Кертис, 596 (2003–2016)[4][5]
- Больше всего голов за клуб: Пол Томпсон, 130[4] (1995–1997, 1999–2004, 2005–2008)